# Câble sous-marin

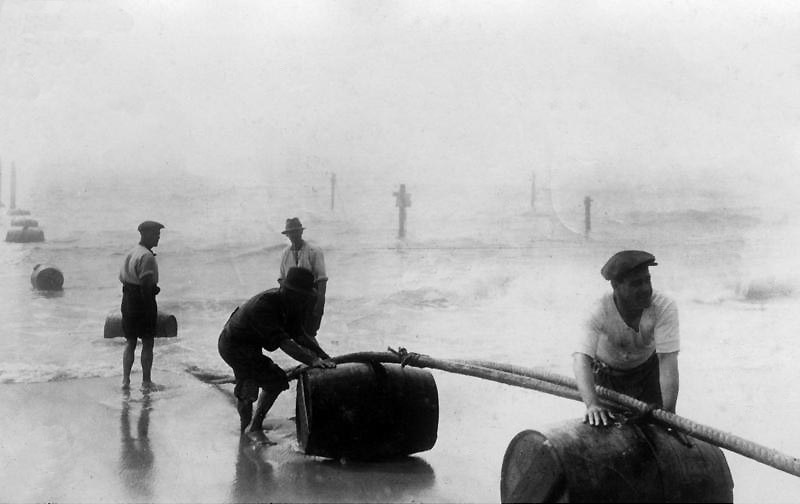
Arrivée (atterrissement) à New York (Rockoway Beach) du premier câble sous-marin reliant l'Italie (Rome) à l'Amérique du Nord. Ce câble passait par les Açores et Malaga en Espagne (photo de 1925).

Un câble sous-marin est un câble posé sur le fond marin (ou quelquefois ensouillé, c'est-à-dire enterré) et destiné à acheminer des télécommunications ou à transporter de l'énergie.
La plupart des télécommunications mondiales transitent par des câbles sous-marins. Leur nombre augmente régulièrement : ils étaient environ 263 en 2014, puis 378 en 2019 et 406 en 2020.
Le câble évite la perte de temps induite par la distance nécessaire pour effectuer une transmission par satellite (0,24 seconde dans le cas d'un aller-retour vers un satellite géostationnaire). En 2013, environ 99 % du trafic intercontinental, données et téléphone, sont transmis sous les océans.
Ces câbles sont un enjeu stratégique et géopolitique. Les États-Unis et le Royaume-Uni sont en position de lire au moins un quart des échanges transatlantiques, et peuvent s'opposer à l'installation de câbles qu'ils n'ont pas la possibilité de contrôler dans l'Atlantique comme dans le Pacifique.
Les câbles sous-marins sont mis en place et maintenus par des navires câbliers, après reconnaissance bathymétrique pour repérer le trajet idéal : le plus court et sans risque pour le câble.
Par de faibles profondeurs, et lorsque la nature du fond le permet, les câbles sont généralement ensouillés à l'aide d'un outil marin de type charrue à soc creux afin de minimiser les risques de crochage par le train de pêche des chalutiers. Les câbles ont en général un diamètre de 69 mm et pèsent environ 10 kg/m, des câbles plus légers et plus fins sont utilisés pour les sections en eaux profondes.

## Transport d'électricité
Les câbles sous-marins électriques relient souvent les îles proches des continents à ceux-ci, ou interconnectent des réseaux distincts.
Ils sont aussi utilisés pour acheminer l'électricité produite dans les parcs éoliens en mer (« parcs offshore »), ainsi que l'alimentation électrique des plateformes pétrolières. Ces câbles permettent de transporter l'énergie (courant alternatif ou continu) sous des tensions comprises entre 30 kV et plus de 400 kV ; ils comportent généralement une ou plusieurs fibres optiques permettant la transmission simultanée d'informations d'exploitation (parcs éoliens) ou de télécommunications.
Les câbles récents permettent de transporter une grande quantité d'énergie. Par exemple, la ligne sous-marine de 138 kV qui relie Norwalk (Connecticut) à Northport (île de Long Island, État de New York) depuis février 2008 transporte 150 MW (projet de 140 millions de $). Fonctionnels depuis le 29 juillet 2008, ces trois câbles tripolaires alternatifs, à isolant XLPE polyéthylène, de 19 km et intégrant 24 fibres optiques chacun, ont un diamètre externe de 235 mm et pèsent plus de 100 kg/m.
En 2012, 57 km de câbles sous-marins 245 kV relient Belwind Phase 2 à Northwind puis à la côte à Zeebruges en Belgique.

## Télécommunications
Les câbles de télécommunications sous-marins installés entre 1850 et 1956 ont servi au réseau mondial de télégraphie par câblogrammes, ils utilisaient d'abord une technologie de câbles binaires en cuivre pur isolé à la gutta-percha, puis coaxiale à partir de 1933 grâce à la découverte du polyéthylène. L’envoi des signaux télégraphiques à grande distance (plusieurs centaines de kilomètres) par câbles sous-marins engendre une atténuation et un retard de transmission du signal à l’extrémité du câble. Pour résoudre cet épineux problème, le physicien britannique William Thomson inventa dans les années 1850/60 le galvanomètre à miroir et le siphon enregistreur.
Les câbles sous-marins téléphoniques coaxiaux apparaissent en 1956 avec TAT-1, grâce à la mise au point en 1955 des amplificateurs (répéteurs) régénérant périodiquement le signal et grâce à la mise au point de câbles coaxiaux à porteur central permettant un signal modulé en fréquence.
Les câbles sous-marins numériques sont apparus en 1988 avec la pose du câble transatlantique TAT-8 (en), contenant deux paires de fibres optiques. Via les câbles sous-marins répartis au fond des océans, la technologie numérique transporte indifféremment sur tous les continents (sauf l'Antarctique) l'interconnexion du réseau Internet, le réseau téléphonique et les réseaux professionnels de télévision numérique.
Dans les années 2010, environ 99 % des communications intercontinentales (Internet et téléphonie) transitent par des câbles sous-marins,. Leur nombre est estimé à environ 250 en 2013, 430 en 2017.

### Historique

#### XIXesiècle

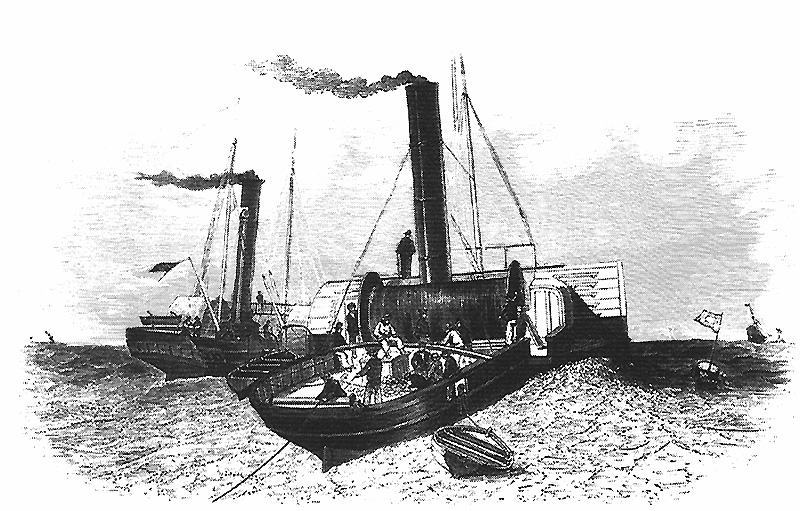
Le remorqueur Goliath pendant la pose du câble France-Angleterre.

- En 1838, premiers essais de câbles sous-marins isolés au caoutchouc.
- En 1843, à Singapour, découverte de la gutta-percha, isolant naturel, par le docteur William Montgomerie.
- En 1845, l'allemand Werner von Siemens invente l'extrusion et le collage de la gutta-percha sur un fil de cuivre.
- Le 10 janvier 1849, C. V. Walter immerge 2 miles de câble isolé à la gutta-percha dans le port de Folkestone.
- Le 28 août 1850, John Watkins Brett, à bord du remorqueur Goliath, pose le premier câble sous-marin entre le cap Gris-Nez, en France, et le cap Southerland, en Royaume-Uni[12]. Il ne fonctionnera que 11 min[13],[14] car il se rompt à de nombreux endroits. Il s'agissait en effet non pas d'un câble, mais d'un fil conducteur entouré de gutta-percha[15].
- En 1851, sur la même concession, un câble à quatre conducteurs renforcé à 8 tonnes, posé par le remorqueur Blazzer fonctionnera pendant plus de quarante ans. Il sera retenu par l'histoire comme le premier câble commercial sous-marin télégraphique.
- Le 1er décembre 1852, les équipements intermédiaires de Douvres et Calais sont supprimés pour établir une liaison télégraphique directe entre les deux capitales[4]. Les messages sont transmis en moins d'une heure entre la bourse de Paris et celle de Londres au lieu de trois jours auparavant.
- De 1853 à 1860, l'Angleterre est reliée à l'Irlande, à la Belgique et aux Pays-Bas.
- Le 10 juin 1853, Napoléon III accorde une seconde concession aux frères Brett. Ils relient la Corse et l'Algérie à la France.

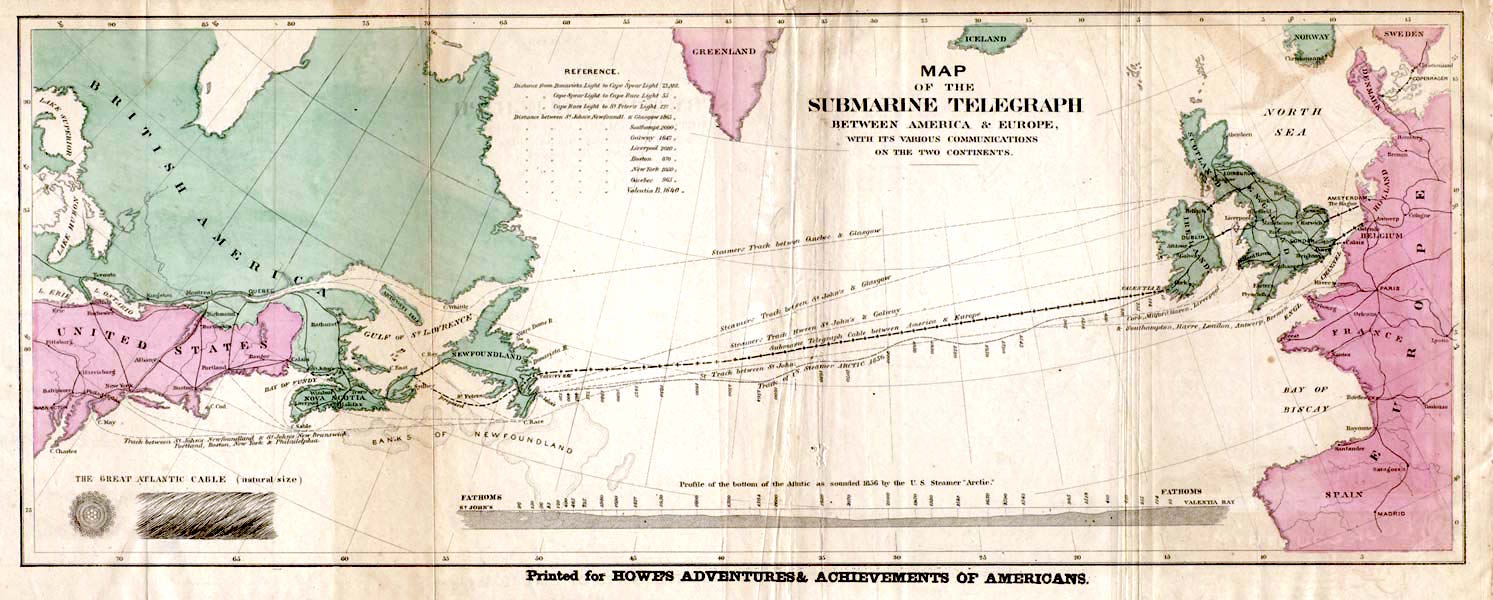
Carte du câble télégraphique transatlantique de 1858.

- Le 5 août 1858, à l'initiative de Cyrus Field, Charles Bright et John Brett, le premier câble transatlantique est posé entre Valentia (Irlande) et Trinity Bay (Terre-Neuve), par deux navires militaires reconvertis en câbliers, les Niagara et Agamemnon. Au total, 4 200 km de câble, d’un poids de 7 000 tonnes, sont posés. Le câble est constitué d'une âme composée d'un toron de sept fils de cuivre pur gainé de trois couches de gutta-percha (12,2 mm de diamètre). Il est armé de 18 torons formés chacun de sept fils de fer, le tout enrobé d'une mince couche de toile goudronnée[4]. Un message inaugural est échangé entre la reine Victoria et le président Buchanan. La transmission du message de 100 mots dure 67 minutes[N 1]. La ligne ne fonctionne que vingt jours, jusqu'au 1er septembre : Wildman Whitehouse (en), ingénieur de la société Newall, pensant accélérer la transmission, provoque le claquage de la liaison en appliquant une tension de pile destructrice.

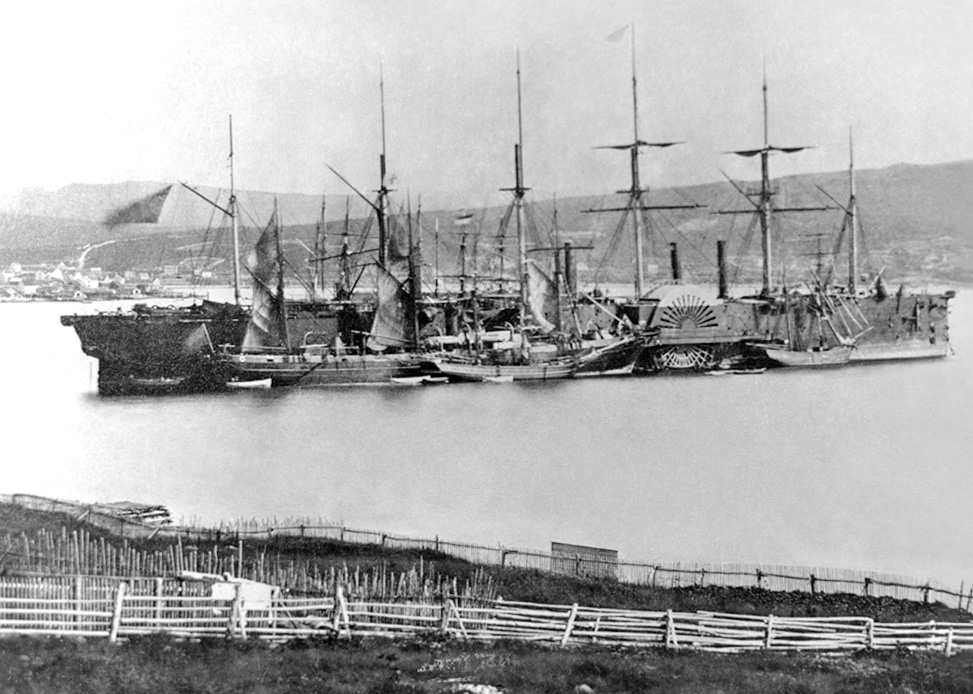
Le Great Eastern aux abords du village de Heart's Content sur la péninsule d'Avalon sur l'île de Terre-Neuve.

- En 1865 et 1866, deux nouveaux câbles télégraphiques transatlantiques sont posés par le Great Eastern.
- En 1869, la société du câble transatlantique français (SCTF) pose un câble reliant la France (lieu-dit Petit Minou commune de Plouzané près de Brest) aux États-Unis (Duxbury sur la presqu'île du Cap Cod) via Saint-Pierre-et-Miquelon. Le câble fonctionnera jusqu'en 1894[16].
- En 1870, à la demande du gouvernement britannique, Bombay est relié à Londres par un câble sous-marin posé par le Great Eastern, opération combinée de quatre compagnies de câbles.
- En 1870, La société du câble transatlantique français (SCTF) pose un câble reliant la France depuis Brignogan (29890) en Bretagne à Salcombe en Grande-Bretagne. Le câble fonctionnera jusqu'en 1900[16].
- En juin 1871, la Grande-Bretagne est reliée à Hong Kong et, un an plus tard, à l'Australie.
- En 1877, les réseaux télégraphiques britanniques ont une longueur de 103 068 km sur les 118 507 km du réseau mondial. 43 câbles atterrissent en France.
- En 1879, la compagnie française du télégraphe de Paris à New York pose le câble reliant la France (station de Brest-Déolen) à Orleans sur la presqu'ile de Cap Cod via Saint-Pierre-et-Miquelon. Il est trop endommagé par le séisme de 1929 et ne sera pas réparé[16].
- En 1880, la compagnie française du télégraphe de Paris à New York pose le câble reliant la France (station de Brest-Déolen) à Porthcurno en Grande-Bretagne. Le câble est coupé en 1940 puis réparé en 1947. La ligne est fermée en 1962 en même temps que la station de Brest-Déolen où il atterrit[16].
- En 1891, le premier câble téléphonique sous-marin entre Sangatte et St-Margaret est posé par le câblier Monarch : il s'agit d'une liaison simple voie inaugurée le 19 mars par le ministre Jules Roche et son homologue britannique, M. Raikes. À partir de 1908 et jusqu'à l’avènement des câbles en fibre optique dans les années 1980, tous les câbles France-Angleterre sont téléphoniques.
- En 1898, la compagnie française des câbles télégraphiques (CFCT) pose un câble reliant la France (station de Brest-Déolen) aux États-Unis (Orleans sur la presqu'île de Cap Cod) sans passer par Saint-Pierre-et-Miquelon. Le câble est surnommé le « Direct », il est long de 6 000 km. Il sera coupé en 1940, rétabli en 1952 et fermé en 1959[16].

En décembre 1899, après avoir expérimenté avec succès l'appareil entre Marseille et Alger, un vœu est adopté pour développer l'usage de l'appareil Baudot sur les câbles sous-marins d'Algérie.
L'appareil Baudot peut être utilisé avec deux fils : un fil sert alors à la transmission, et l'autre à la réception.

#### XXesiècle
- En 1902 et 1903, premier câble télégraphique transpacifique, reliant les États-Unis à Hawaï, à Guam et aux Philippines en 1903. Pose d'une liaison Canada, Australie, Nouvelle-Zélande, Fidji.
- En 1905, l'administration des Postes, Télégraphe et Téléphone (PTT) pose un câble reliant la France (Brest-Petit Minou) à Dakar-Yoff (Sénégal). Il est posé en quatre expéditions par le câblier François Arago. Il permet de communiquer avec l'Afrique de l'Ouest et l'Amérique du Sud via Dakar-Yoff. Sa gestion est confiée à la Compagnie française des câbles sud-américains (SUDAM). Il est coupé en 1940, rétabli et dérouté sur la station de Brest-Déolen en 1945. Il est fermé en 1961[16].
- En 1917, 21 câbles transatlantiques franco-anglais en service permettent théoriquement d'acheminer 1,2 million de mots par semaine dans les deux sens.
- En 1929, 12 câbles transatlantiques sont rompus au sud de Terre-Neuve à la suite du séisme de 1929 aux Grands Bancs le 18 novembre et du glissement de terrain sous-marin généré.
- En 1950, première liaison téléphonique sous-marine entre Key West (Floride, États-Unis) et La Havane (Cuba). Sa capacité est de 24 circuits et chacun des deux câbles contient quatre répéteurs.
- En 1955, mise au point définitive des amplificateurs répéteurs immergés permettant des liaisons téléphoniques modulées à très grande distance.
- En 1956, mise en service de TAT1, premier câble transatlantique téléphonique à technologie coaxiale et à modulation de courant et de fréquences. Il contient 60 circuits téléphoniques.
- En 1959, mise en service de TAT2, (Penmarc'h Terre Neuve). Cette nouvelle station française entraîne la fermeture de l'ancienne station de Déolen en Locmaria-Plouzané (France)[16].
- De 1960 à 1970, mise au point du câble à porteur central, réalisation de nouvelles enveloppes mécaniques des répéteurs, création de nouvelles machines de pose et perfectionnement des méthodes de contrôle de pose.
- En 1962, pose de câbles électriques EDF France-Angleterre dit IFA par le N/C Ampère des PTT.
- En 1965, transistorisation des répéteurs.
- En 1966, le dernier câble télégraphique Bay Roberts-Horto est débranché.
- En 1985, pose du dernier câble analogique de grande capacité Sea-Me-We 1 - Marseille-Singapour - 13 500 km en huit segments - 1 380 voies téléphoniques. Boucle le premier tour de la Terre.

1. Polyéthylène.
2. Bande de Mylar.
3. Tenseurs en acier.
4. Protection en aluminium pour l'étanchéité.
5. Polycarbonate.
6. Tube en aluminium ou en cuivre.
7. Vaseline.
8. Fibres optiques.

Coupe d'un câble sous-marin de télécommunication à fibres optiques.

- En 1988, mise en service de TAT8, premier câble transatlantique à fibres optiques (2 × 280 Mbit/s) équivalent à 40 000 circuits téléphoniques.
- En 1990, mise au point de la fenêtre 1 550 nm, longueur d'onde dans le verre de la fibre optique minimisant les effets de la diffraction. La bande passante utile est portée à 12,5 THz (soit 12 500 GHz).
- En 1995, génération tout optique des liaisons avec la mise au point de l'amplification optique dans les répéteurs par fibres dopées à l'erbium. Technique EDFA (Erbium Doped Fibre Amplified). Mise en service des câbles transatlantiques TAT12, TAT13 et TPC5 à amplification optique à correction d'erreurs. La capacité passe de la technologie 560 Mbit/s par fibre à 60 Gbit/s.
- En 1998, première génération de système de filtrage optique WDM (multiplexage en longueurs d'onde où plusieurs couleurs portant chacune un signal différent sont transmises simultanément). La capacité par paire de fibres est de 20 à 40 Gbit/s. Pose du câble AC1 États-Unis-Allemagne utilisant cette technique, avec deux fibres et 16 couleurs, transporte 160 Gbit/s.
- Le 23 août 1999, mise en service de SEA-ME-WE 3, premier câble à technologie WDM, il relie tous les pays d'Europe et tout l'océan Indien jusqu'au Japon. 40 atterrissements, 40 000 km, permettant une capacité initiale de 500 Mbit/s. La modularité des équipements terrestres permettant des mises à niveau des terminaux sans toucher à la partie maritime, ce câble a aujourd'hui une capacité de 130 Gbit/s par paire de fibres, soit 260 fois sa capacité initiale.
- En 2000, nouvelle amélioration de la technologie EDFA, la capacité passe à 10 Gbit/s par couleur, soit 160 Gbit/s par paire de fibres.

#### XXIesiècle
- En 2001, mise en service du câble TAT-14, États-Unis - Grande-Bretagne - Allemagne - France. Technique : amplificateurs optiques EDFA (Erbium Doped Fiber Amplifier) sur 64 couleurs, capacité : 5,12 térabits par seconde.
- En 2002, en conservant les terminaux à 10 Gbit/s, les systèmes multiplexent jusqu'à 100 couleurs par paire, capacité de l'ordre de 1 térabit par seconde.
- En 2002, pose du câble Apollo, de Cable & Wireless, constitué de deux câbles (Apollo North et South), contenant quatre paires de fibres optiques. Chaque câble a une capacité de transmission de 3,2 térabits par seconde[18][réf. obsolète].
- En 2005, conception du système DWDM (de l'anglais Dense Wavelength Division Multiplexing). Technologie à 10 Gbit/s par couleur avec environ 100 couleurs par fibre[19].
- En 2010, systèmes sous-marins avec technologie 40 Gbit/s utilisant la détection cohérente, environ 100 longueurs d'onde par fibre optique.
- En 2012, un million de kilomètres de câbles à fibre optique sont au fond de la mer[20].
- En 2015, deux projets de câbles sous-marins concernent la France et l'Europe :
  - un câble pacifique doit relier la Polynésie française à la Chine et à l’Amérique du Sud, sans passer par les États-Unis[21] ;
  - le câble AEConnect doit relier New-York à Londres avec un débit de 52 Tbit/s[22].
- En 2017 et 2018, achèvement de la construction commune et mise en service par Microsoft et Facebook, d'un câble sous-marin à fibres optiques, qui traverse l'océan Atlantique pour relier Virginia Beach (États-Unis) à Bilbao (Espagne). Ce lien numérique représente 6 600 km de câbles. Baptisé Marea, le câble dispose de huit paires de fibres et a une capacité initiale estimée de 160 térabits par seconde qui peut augmenter facilement grâce à une interopérabilité avec des équipements réseaux multiples[23],[24].
- En avril 2019, Google a terminé l'installation du câble Curie (nom choisi en honneur de Marie Curie) reliant Los Angeles à Valparaiso, avec un débit de 72 Tbps. Il a été mis en service en 2020[25].
- En 2020, Google déploie, en partenariat avec Orange, le câble Dunant prévu pour l'été 2020. Le nom est un hommage à Henry Dunant, fondateur de la Croix Rouge. Ce câble sous-marin a une vitesse de transmission de 300 térabits par seconde et relie, sur 6 600 km, Virginia Beach, sur la côte est des États-Unis, à Saint-Hilaire-de-Riez, en France, une commune proche des Sables-d'Olonne. Cette installation du câble Dunant est significative, avec Marea et Curie, de la place prise par les GAFAM sur les réseaux de câbles sous-marins en ce début de XXIe siècle[26].
- Le 28 juillet 2020, Google annonce qu’il va déployer un nouveau câble transatlantique pour le transit des données Internet. Il a été mis en service courant 2022. Cette nouvelle infrastructure, nommée Grace Hopper, en hommage à l’informaticienne américaine, relie New York à Bude au Royaume-Uni et à Bilbao en Espagne. Il est équipé de 16 paires de fibres (à comparer aux douze paires de fibres du câble Dunant)[27],[28].
- En 2021, un consortium mené par Facebook, Microsoft, Vodafone prévoit le déploiement du câble AMITIE long de 6 792 km, qui reliera Lynn (Massachusetts) aux États-Unis, au Royaume-Uni à Bude et en France, à la commune Le Porge, proche de Bordeaux (atterrissage du câble confié à Orange[29]). Le câble est constitué de 16 paires de fibres et d’une capacité maximale de 400 Tbit/s[30]. Il est mis en service le 18 octobre 2023[31].
- En 2025, Nokia a été choisie pour équiper le système de câble sous-marin Medusa, une nouvelle infrastructure ouverte reliant l'Europe et l'Afrique du Nord via des connexions en fibre optique à très haute capacité. Ce projet, porté par AFR-IX Telecom, vise à améliorer la connectivité dans la région, en soutenant le développement de la 5G, du cloud et de l’intelligence artificielle[32].

### Pose d'un câble à Bude (Angleterre)

#### Études
Une étude documentaire est menée pour choisir le tracé potentiel de la liaison : étude des cartes géographiques et bathymétriques, lois et réglementations dans les zones traversées, activités humaines (pêche, zones pétrolières, etc.). Le choix des atterrissements est fait en fonction du réseau terrestre et de l'environnement marin à leur voisinage.
Après avoir retenu un tracé sur carte, une mission de sondage est effectuée à l'aide d'un navire océanographique. Un couloir d'une dizaine de kilomètres de large est étudié, définissant la bathymétrie de la zone au mètre près. Sur les zones ensouillables de 0 à 1 000 m de profondeur, des prélèvements par carottages déterminent la nature et la dureté du sol. L'étude de ces informations permet de choisir le tracé définitif, les types de câbles à utiliser et les longueurs nécessaires à la fabrication. Un calcul de mou est effectué pour prendre en compte les particularités du profil des fonds et du type de câble utilisé. Un mou insuffisant provoque des suspensions qui augmentent les risques d'usure du câble. Un mou trop important provoque des boucles-coques sur le câble.

#### Embarquement

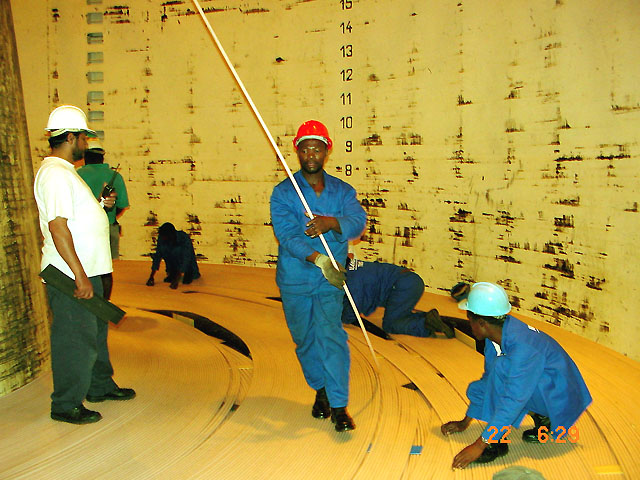
Lovage du câble en cuve avant pose.

L'opération d'embarquement correspond au chargement du câble et des répéteurs sur le navire.
Un plan de chargement est établi pour répartir la charge sur le câblier, mais surtout en fonction des opérations de pose à suivre, sens de pose, ordre des opérations. Le câble, extrait de l'usine de fabrication par une machine de traction à pneus, est lové manuellement dans les cuves du navire. Les répéteurs sont chargés par grue et stockés hors cuve sur des étriers en zone climatisée sur le pont de travail. À la fin de l'embarquement, l'ensemble de la liaison jointée est testée (par échométrie, mesure de la résistance, capacité, isolement, test de transmission optique OTDR (de l'anglais Optical Time Domain Reflectometer) et permet de vérifier le bon fonctionnement de la liaison avant pose.

#### Atterrissement

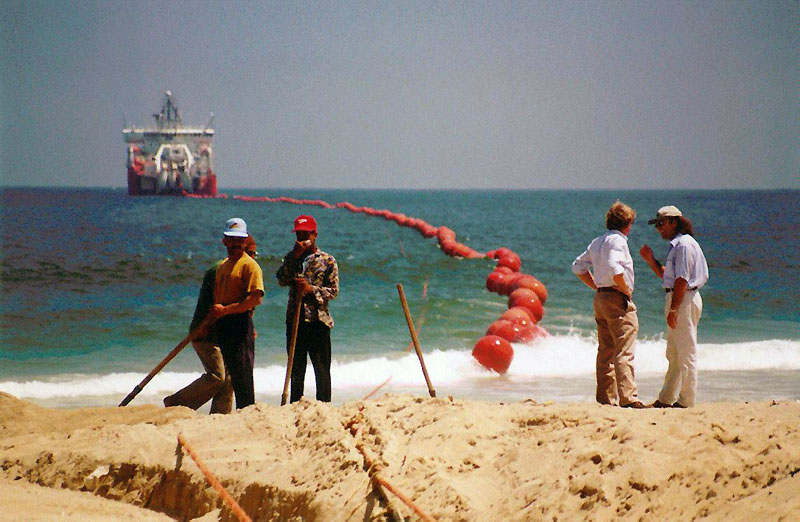
Atterrissement d'un câble sous-marin

Pour poser un atterrissement (le terme attérage est aussi employé), le navire mouille sur le tracé retenu le plus près possible de la côte. Le câble est remorqué vers la plage, porté par des ballons flottants. À son arrivée sur la plage, il est solidement ancré et connecté au réseau terrestre. Des plongeurs libèrent les ballons pour que le câble se pose sur le fond.

#### Pose

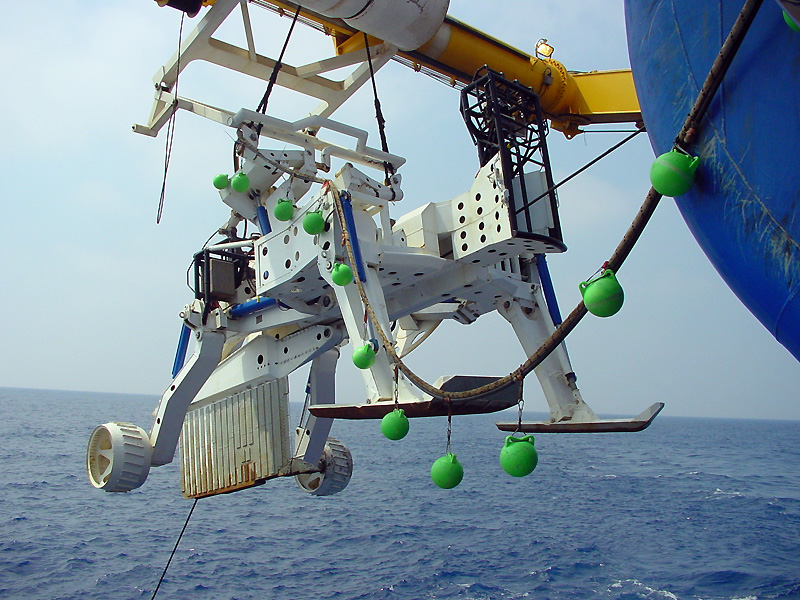
Charrue sous-marine utilisée pour l'ensouillage des câbles sous-marins.

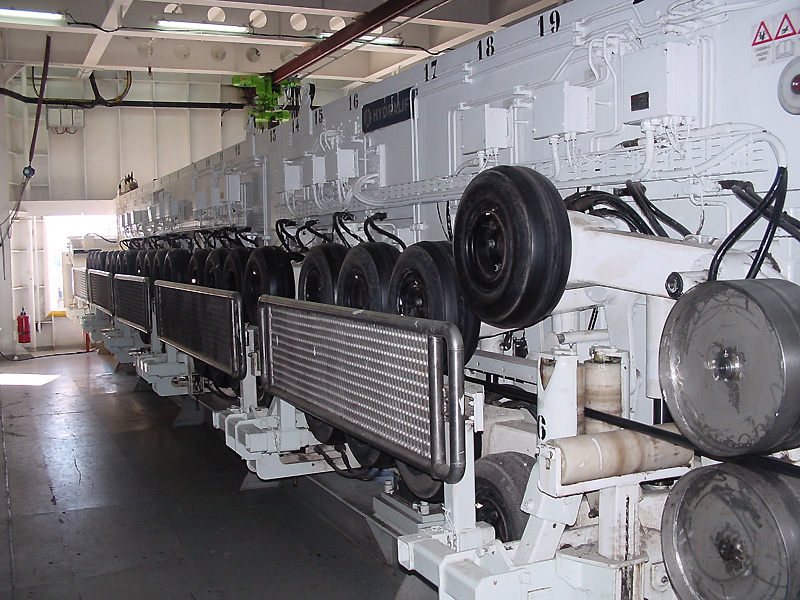
Machine linéaire de pose de câble.

- Pose ensouillée : dans les zones sensibles aux causes de dérangements et lorsque la nature du fond le permet, le câble est ensouillé à environ 80 cm sous le sol par une profondeur de 20 à 1 500 m. Le navire-câblier remorque une charrue qui creuse un sillon. Le câble est déroulé depuis ce même navire, passe dans la charrue et est déposé dans le sillon.
- Pose principale : en dehors des zones côtières du plateau continental, la pose classique « grand fond » s'effectue grâce à une machine à câble installée sur le pont du navire. Elle extrait le câble des cuves de stockage, contrôle sa longueur en fonction de la vitesse du navire et de la sur-longueur (mou) nécessaire pour recouvrir au mieux le profil du fond. En cas de poses multiples nécessitant des épissures intermédiaires, la partie dernièrement posée est mise sur bouée avant récupération et épissure de la section finale[33][réf. obsolète].

Après la réalisation de l'épissure finale, le navire débarque les réserves de la liaison dans le dépôt désigné par l'autorité de maintenance.

## Risques et menaces
En février 2024, la Commission européenne publie un livre blanc sur les risques liés à la sécurité des câbles sous-marins.

### Menaces
Les câbles sous-marins peuvent être mis hors service par les chalutiers de pêche, le mouillage des navires, les courants de turbidité (avalanches sous-marines) ou les jaillissements brûlants en provenance des dorsales.
Ils sont également sujets aux morsures de requins, que celles-ci soient causées par la curiosité des animaux, ou parce que ceux-ci captent les émissions électromagnétiques produites par les câbles grâce aux ampoules de Lorenzini présentes dans leur museau, et attaquent en pensant avoir affaire à une proie comestible. Des protections spécifiques à base de kevlar ont été développées pour protéger les câbles contre les morsures de requins.
Les coupures étaient, au début de la période télégraphique, dues à l'usage de matériaux simples et à la pose de câbles directement sur le fond océanique, plutôt que de les enfouir dans les zones vulnérables. En temps de guerre, les câbles sont également souvent coupés par les forces ennemies.
Les catastrophes naturelles peuvent aussi présenter une menace. En 2006, le tremblement de terre qui a frappé Taïwan a endommagé neuf câbles, nécessitant quarante-neuf jours à onze navires câbliers pour les réparer. En 2012, l'ouragan Sandy a coupé plusieurs liaisons importantes sur la côte est des États-Unis. L'ensemble du réseau entre l'Amérique du Nord et l'Europe a été interrompu pendant des heures.
En octobre 2022, trois câbles Internet sous-marins sont endommagés dans le sud de la France en quelques heures. Les causes sont pour l'instant inconnues.
Environ 200 ruptures de câbles sous-marins se produisent chaque année dans le monde.

## Sabotage et espionnage

### État des lieux
Les câbles sous-marins ne peuvent pas être surveillés en permanence. Ainsi, ils constituent un levier d'action pour les organisations des services secrets depuis la fin du XIXe siècle, appelé Guerre des abysses [Seabed Warfare]. Souvent, au début des guerres, les nations belligérantes coupent les câbles des parties adverses pour rediriger le flux d'informations vers des câbles surveillés. Les plus grands efforts de sabotage ont lieu au cours de la Première Guerre mondiale, lorsque les forces britanniques et allemandes tentent systématiquement de détruire les communications internationales adverses en coupant leur câbles avec des navires en surface ou des sous-marins.
Durant la Guerre froide, à partir des années 70 et pendant dix ans, la marine des États-Unis et la NSA réussissent à placer des mouchards sur des câbles sous-marins soviétiques lors de l'opération Ivy Bells.
Certains navires océanographiques peuvent également mener des activités d'espionnage en utilisant des mini-submersibles.
En 2012 et en 2014, la National Security Agency (NSA) américaine a utilisé un partenariat avec le Forsvarets Efterretningstjeneste (FE) pour mettre sur écoute les câbles internet sous-marins en accord avec le gouvernement danois, le Danemark étant le lieu d’atterrissage de plusieurs câbles transatlantiques, et un point de transit pour des câbles terrestres européens. Ce qui a permis d’espionner des dirigeants, des hommes politiques de premier plan et des fonctionnaires de haut rang en Allemagne, en Suède, en Norvège et en France. Cette opération portant le nom de code « Opération Dunhammer » (en) a permis d'espionner outre la chancelière allemande, le ministre allemand des affaires étrangères Frank-Walter Steinmeier, et le chef alors de l’opposition allemande, Peer Steinbrück. Les espions américains auraient déployé un système d’interception de données nommé XKeyscore depuis une base à Sandagergårdan, près de Copenhague. L’opération secrète se serait brusquement arrêtée en 2014 après que des responsables du gouvernement danois ont appris la collaboration NSA-FE à la suite des fuites d'Edward Snowden,,. La chaîne de télévision publique danoise Danmarks Radio (DR) à l'origine de l'enquête avait déjà rapporté que les États-Unis avaient utilisé les câbles danois pour espionner les industries de défense danoise et européenne de 2012 à 2015.
En mars 2013, trois plongeurs sont arrêtés par la Marine égyptienne dans le port d’Alexandrie, alors qu’ils tentent de couper le câble SEA-ME-WE 4 (South East Asia-Middle East-Western Europe 4), qui assure la transmission du tiers des données entre l'Europe et l’Égypte.
En 2013, Edward Snowden révèle que les services secrets britanniques, dans le cadre du programme Tempora, captaient toutes les conversations et données qui passaient par les câbles transatlantiques britanniques,.
En 2018, l’Australie refuse que le groupe chinois Huawei contribue à l'installation d’un réseau de câbles sous-marins entre Sydney et les îles Salomon, par crainte de l’espionnage.

En 2019, les pouvoirs publics américains cherchent à bloquer un projet de câble sous-marin (baptisé Pacific Light Cable Network), en cours de déploiement et financé par Google, Facebook et un partenaire chinois (Dr Peng Telecom & Media Group), dans le cadre d’une évaluation de la sécurité nationale qui pourrait aboutir à une révision des règles concernant les connexions Internet entre les États-Unis et la Chine. L'Opinion indique : « si les États-Unis rejettent la demande de Pacific Light, ce serait la première fois qu’ils refusent une licence de câble sous-marin pour des raisons de sécurité nationale. Une telle décision pourrait signifier que les organismes de réglementation adoptent une nouvelle position, plus stricte, à l’égard des projets chinois ».

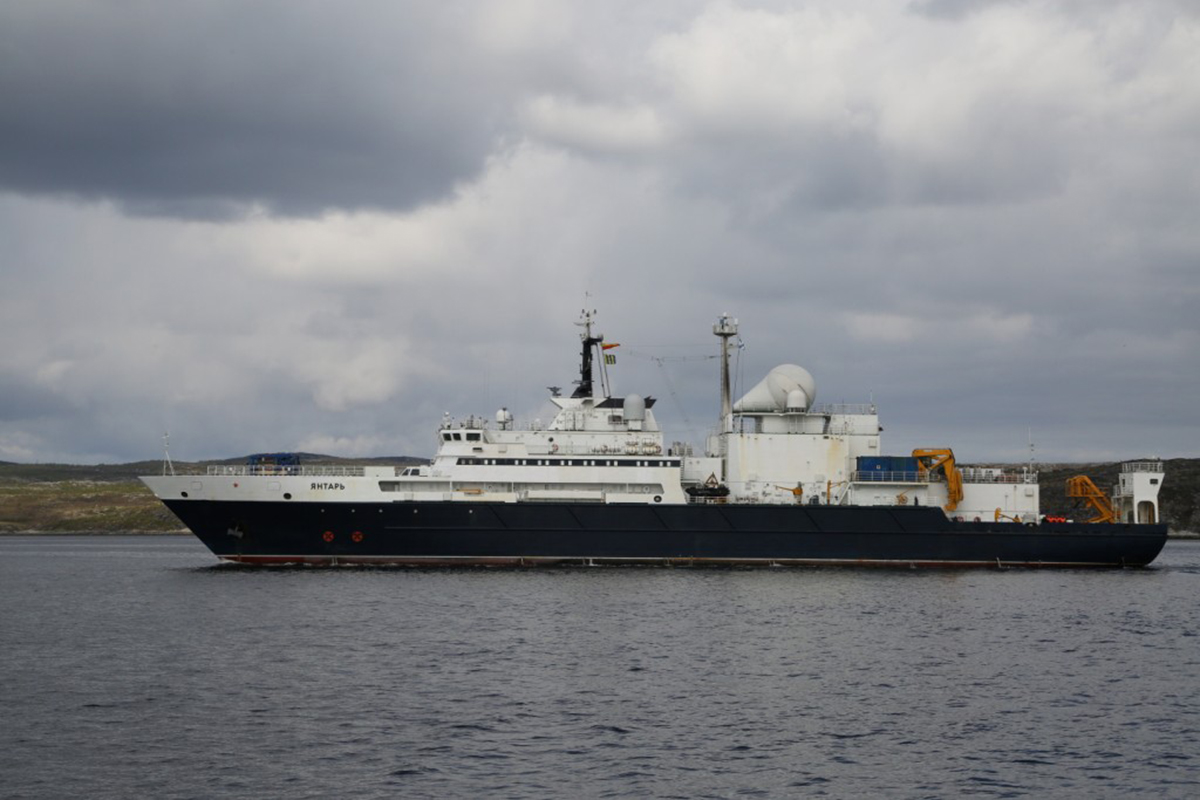
Le Yantar

En 2015, il est fait état de problèmes de confidentialité et de sécurité des communications par câbles sous-marins, en raison d'une activité russe intense à proximité de certains câbles. 97% des communications mondiales transite par ceux-ci. Ils sont aussi susceptibles d’être utilisés pour détecter les passages de sous-marins, comme l’avait expliqué l’amiral Pierre Vandier, le chef d’état-major de la Marine nationale, lors d’une audition parlementaire en juin 2021. Le navire « océanographique » Yantar dépendant de la Direction principale de la recherche en eaux profonde [GUGI] a régulièrement été repéré, ces dernières années en Europe et ailleurs, à proximité des câbles sous-marins de communication. En 2021 une de ses routes suit le trajet particulièrement complexe du câble « Atlantic Crossing-1 » [AC-1], lequel fait une boucle qui passe par l’Atlantique, la Manche, les Pays-Bas, le Danemark et la mer du Nord, puis par le nord du Royaume-Uni avant de revenir vers les États-Unis. Il serait fastidieux de dénombrer et de décrire année après année toutes ses pérégrinations dans l'ensemble des mers européennes ; en 2024 on le retrouve en mer d’Irlande. Un navire jumeau de la classe 22010, l'Almaz, est en construction (2018).

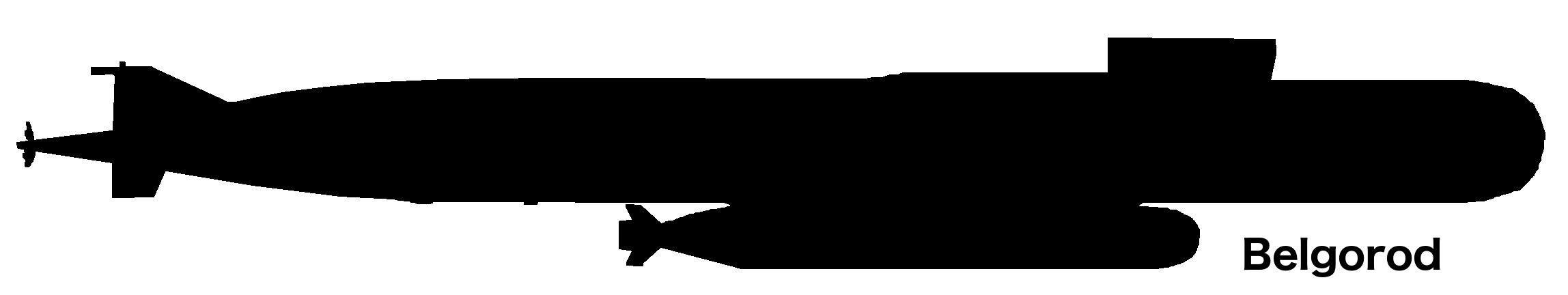
Le Losharik porté par le Belgorod

La Russie dispose aussi de sous-marins spécialisés dans l'espionnage et l'intervention sous-marine. De nature généralement plus discrète (l'un d'eux, le BS-64 Podmoskovye, a été repéré, suivi, et sa signature sonore cataloguée par la marine française dans le golfe de Gascogne - où se situe l'île Longue et un câble reliant l'Espagne à la Grande-Bretagne - en janvier 2019. Ce type de sous-marins est d'autant plus utile lors d'une guerre ouverte, pour mener des actions plus destructrices. Le Podmoskovye est un SNLE de la classe Delta IV passé par le Chantier naval de Zviozdotchka de Severodvinsk, où ses silos de lancement de missiles balistiques ont été adaptés pour mettre en oeuvre des mini-sous-marins autonomes, comme le Klavesin-1R. En outre, le BS-64 Podmoskovye servirait de bateau-mère au sous-marin nucléaire Losharik, qu’il emporte sous sa coque. D’une longueur comprise entre 60 et 70 mètres selon les sources, très discret, il serait en mesure d’atteindre la vitesse de 30 noeuds et d’évoluer à de grandes profondeurs (6 000 m) ; il a deux navires sœur de la Classe Uniform, qui n'ont pas, eux, été modernisés. Le Podmoskovye n’est pas le seul SNLE transformé en sous-marin porteur espion ; la marine russe dispose également du BS-136 Orenbourg, de la classe Delta III qui sert de bateau-mère au Paltus, un mini-sous-marin nucléaire de 50 mètres de long, et du K-329 Belgorod un bâtiment modifié de la classe Oscar II à l'usage moins certain et plus diversifié.

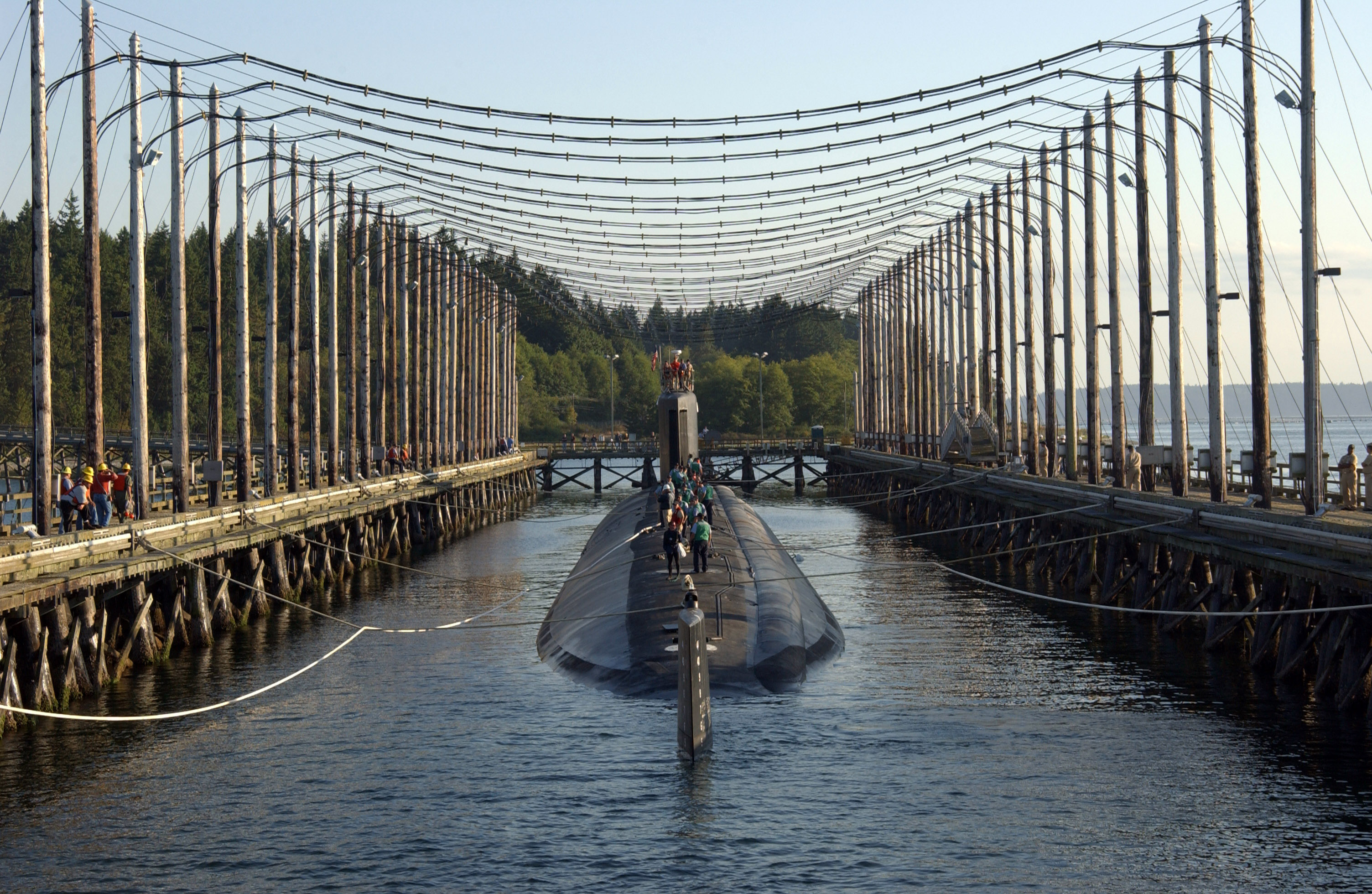
L'USS Jimmy Carter dans un détecteur d'anomalies magnétiques

Officiellement, la marine américaine ne possède qu'un seul sous-marin spécialisé dans les opérations de renseignement clandestin et les écoutes électromagnétiques, l'USS Jimmy Carter. Mais ce pays est connu pour ses projets secrets « classifiés » [black programs] de très grande ampleur. Pour l'année fiscale 2015, le Pentagone a demandé une enveloppe de 58,7 milliards de dollars pour les financer, ce qui représente 12% du budget de base requis pour le Pentagone (495,6 milliards de dollars), soit à peu près l’équivalent, du budget français de la Défense. À cela s’additionne les 13.3 milliards de dollars du département américain de la Défense destiné à financer ses activités en matière de renseignement [Defense’s Military Intelligence Program, MIP]. Et l’on pourrait même ajouter à ce montant le budget alloué à la Darpa, l’agence de recherche du Pentagone, qui finance des programmes ambitieux sur le plan technologique et dignes de la science fiction (insectes cyborgs, robots, etc…) dans une relative transparence.
En 2021, Jean-Luc Vuillemin, directeur des réseaux et services internationaux d'Orange estime qu'espionner en « siphonnant » des câbles impliquerait de pouvoir stocker immédiatement des quantités de données colossales, il faudrait avoir à proximité des milliers de disques durs ultra puissants et ensuite faire le tri dans ces données. À la vitesse de 500 térabits/seconde des câbles actuels, n’importe quel moyen de stockage est saturé en quelques millisecondes. Et « Aujourd’hui et avec les câbles en fibre optique c’est beaucoup plus difficile et aucun cas n’a jamais été totalement avéré ». « On sait que les Russes s’intéressent aux câbles, de données mais aussi de puissance mais on ne sait pas exactement pourquoi. Pour les cartographier ? Pour poser des choses à proximité ? Pour mettre en place des moyens d’interception ? Des mines ? ». « Les moyens de surveillance et d’intervention sous-marins dont la Marine nationale dispose sont limités à quelques centaines de mètres pour ce qui relève du Shom » et à quelques milliers pour la Cellule Plongée Humaine et Intervention Sous la Mer (CEPHISMER) de la Marine nationale qui dispose par exemple des robots télé-opérés ULISSE et DIOMEDE capables de plonger à 1000 et 2000 mètres. « Les câbles sont fréquemment à des profondeurs de 4000 à 9000 mètres. De plus il s’agirait de protéger plusieurs millions de kilomètres de câbles, ce qui n’est pas possible avec les formats actuels d’aucune flotte militaire au monde. On peut évidemment faire appel à des moyens privés, comme des drones, qui peuvent descendre plus bas [Orange Marine et Alcatel Submarine Network par exemple]. Mais il est illusoire d’imaginer que ces interventions ne puissent se faire autrement qu’exceptionnellement ». « Les industriels réfléchissent à leurs propres moyens de surveillance, comme des câbles déroulés à côtés de ceux contenant la fibre optique et pouvant détecter des variations de pression. Mais là encore c’est très cher, et aucun câble civil ne dispose, à l’heure actuelle, de protection de ce type ». « Le mieux que nous puissions faire, en tant qu’opérateurs, c’est d’augmenter la redondance » et « d’utiliser les systèmes de cryptage pour garantir une confidentialité totale », de développer « le futur Internet quantique de l'UE et étudier la conception du réseau européen de communication quantique EuroQCI [quantum communication infrastructure] (qui) permettra aux infrastructures critiques et aux institutions gouvernementales de l'Union européenne de communiquer de façon ultra-sécurisée ». Des travaux universitaires ont montré que les technologies de fibres optique employées dans les câbles leur confèrent la capacité de détecter des séismes mêmes très faibles « et donc pourquoi pas de détecter le passage de sous-marins » a expliqué l’amiral Pierre Vandier lors d'une audition par des députés.

### Incidents de novembre 2024 en mer Baltique

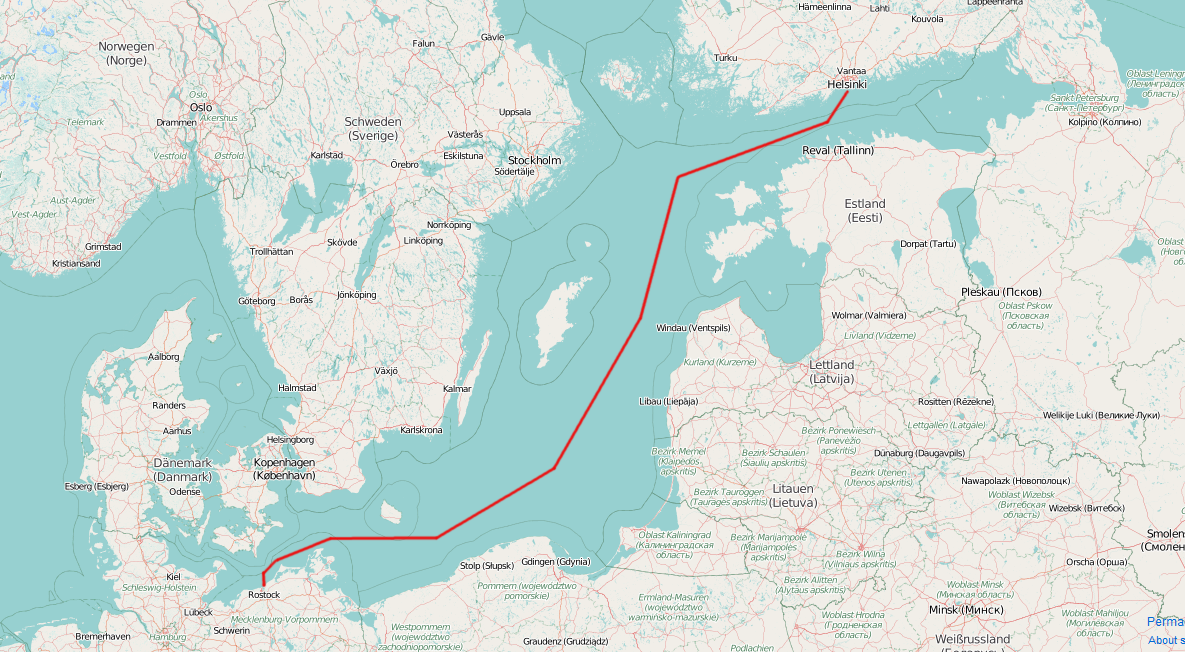
Le C-lion1 sur une carte

Le 17 novembre 2024, dans la ZEE suédoise, le câble Arelion, qui relie la Lituanie à l’île de Gotland est coupé. Le lendemain, toujours dans cette même ZEE, le câble C-Lion1 qui relie l’île de Santahamina à Rostock est lui aussi sectionné. Malgré la prudence des opérateurs et le fait que les enquêtes ne font que commencer, les ministères allemand et finlandais des Affaires étrangères évoquent une forte possibilité de sabotage. Annalena Baerbock, ministre des affaires étrangères allemandes affirme que la rupture quasiment simultanée de deux câbles sous-marins dans la mer Baltique ne pouvait « pas être une coïncidence, compte tenu des autres menaces hybrides provenant de la Russie », comme les « cyberattaques, la surveillance des infrastructures critiques, les colis piégés ».

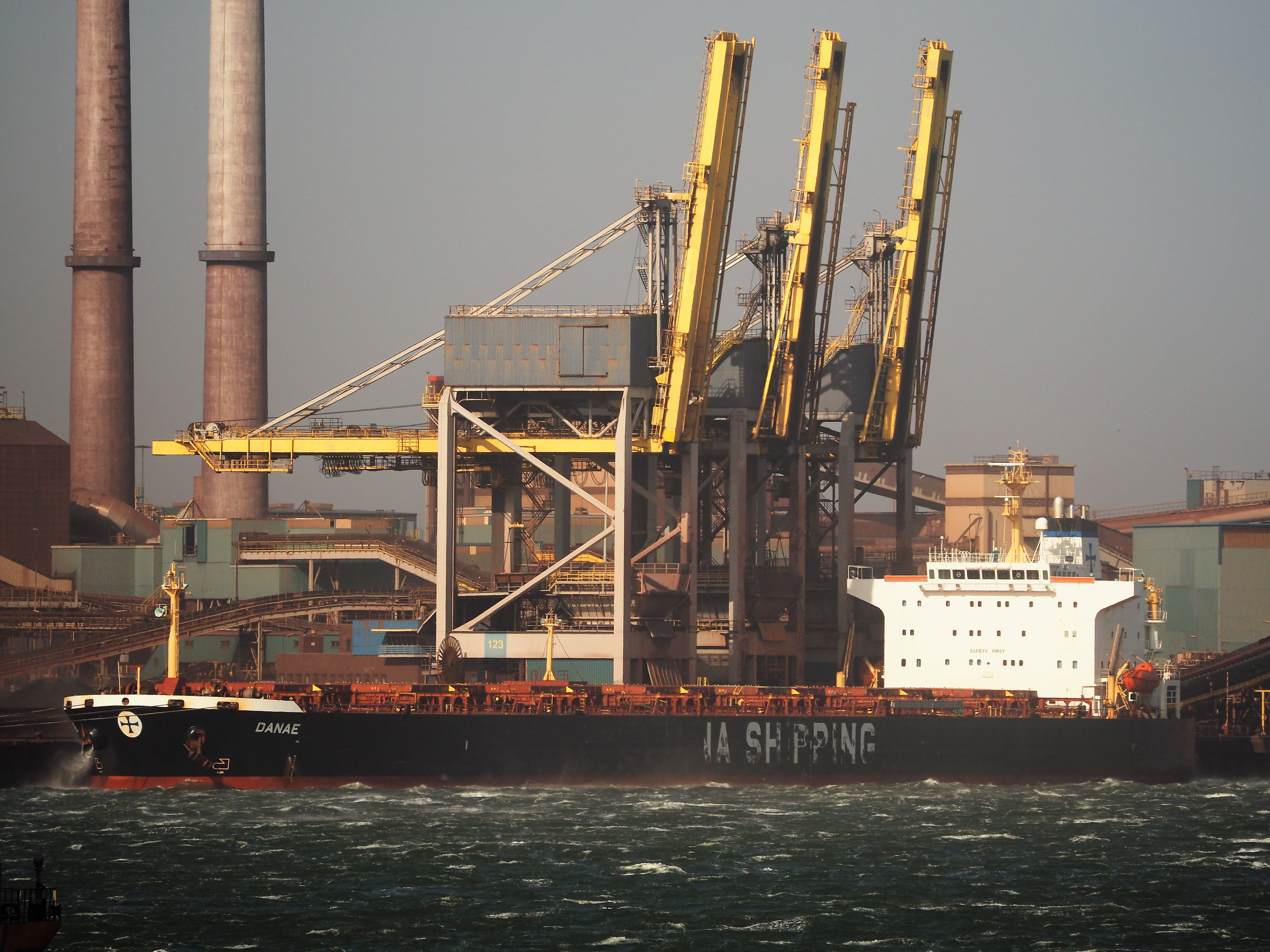
Le Danae en 2001, navire-jumeau du Yi Peng 3

Copenhague a dépêché plusieurs navires militaires à proximité du vraquier chinois Yi Peng 3 (en), propriété de l'armateur chinois Ningbo Yipeng Shipping - à l'arrêt dans le Kattegat - et qui se trouvait dans le secteur du câble C-Lion1 quelques minutes avant que les dégradations ne soient signalées. Le journal allemand Bild a indiqué que le capitaine de ce navire était un ressortissant russe, mais cette information n'a pas été confirmée par une autre source. Il est parti du port russe d’Oust-Louga, dans Oblast de Leningrad, à destination de Port-Saïd, en Égypte. Il n’avait, à priori, aucune raison de jeter l’ancre juste au-dessus des câbles et n’a pas envoyé de message pour annoncer une avarie. La présence des câbles sous-marins est clairement répertoriée sur les cartes marines, les équipages savent que la Baltique est une mer peu profonde (en moyenne 50 mètres) et qu’elle abrite des infrastructures importantes. Les soupçons de son implication dans le sabotage des deux câbles se sont renforcés après qu’il ait été constaté que l’une de ses ancres était endommagée.
A ce stade, les enquêteurs ne privilégient pas la piste d’une opération de sabotage orchestrée par la Chine. Les autorités ont plutôt braqué leurs projecteurs vers la Russie. D’une manière ou d’une autre, les services de renseignement russe auraient poussé le capitaine du Yi Peng 3 à trainer une ancre sur plus de 160 km, avant de poursuivre sa route. Moscou nie toute implication. Le Yi Peng 3 a déjà eu une attitude suspecte en Méditerranée entre le 24 et 31 octobre, il a été observé à proximité du détroit de Gibraltar effectuant des manœuvres inhabituelles pour un navire de commerce, effectuant de forts zigzags au-dessus de câbles sous-marins importants. Aucun dégât n’avait alors été signalé. Le 25 novembre, les câbles ayant été coupés dans sa ZEE, la Suède a annoncé qu’elle avait pris contact avec la Chine afin que le Yi Peng 3 se déplace dans ses eaux territoriales pour les besoins de l’enquête. Le pouvoir chinois s’est dit prêt à « coopérer avec les pays concernés pour établir les faits ».
Le 19 novembre, le Yi Peng 3 est autorisé à repartir, après une inspection des autorités chinoise en présence de la police danoise et de représentants de la Suède, de l'Allemagne et de la Finlande, mais en qualité d'observateurs. Les autorités danoises ont insisté sur le fait que l'opération ne faisait pas partie de l'enquête judiciaire en cours, menée par l'Autorité suédoise d'enquête sur les accidents [Statens haverikommission, SHK], qui n'a aucun pouvoir d'enquête sur le cargo ancré dans les eaux internationales.
Le Cable Vigilance, un câblier battant pavillon français, propriété du groupe malaisien OMS du groupe KKR et géré par le groupe Louis-Dreyfus Armateurs, a été chargé de restaurer le C-Lion1, à 50 m de profondeur selon Alcatel Submarine Networks, qui exploite le bateau. Cette réparation devrait prendre entre cinq et quinze jours, délai classique pour réparer des câbles sous-marins. Les deux câbles ont été réparés quinze jours après la rupture.

### Incidents de décembre 2024 en mer Baltique

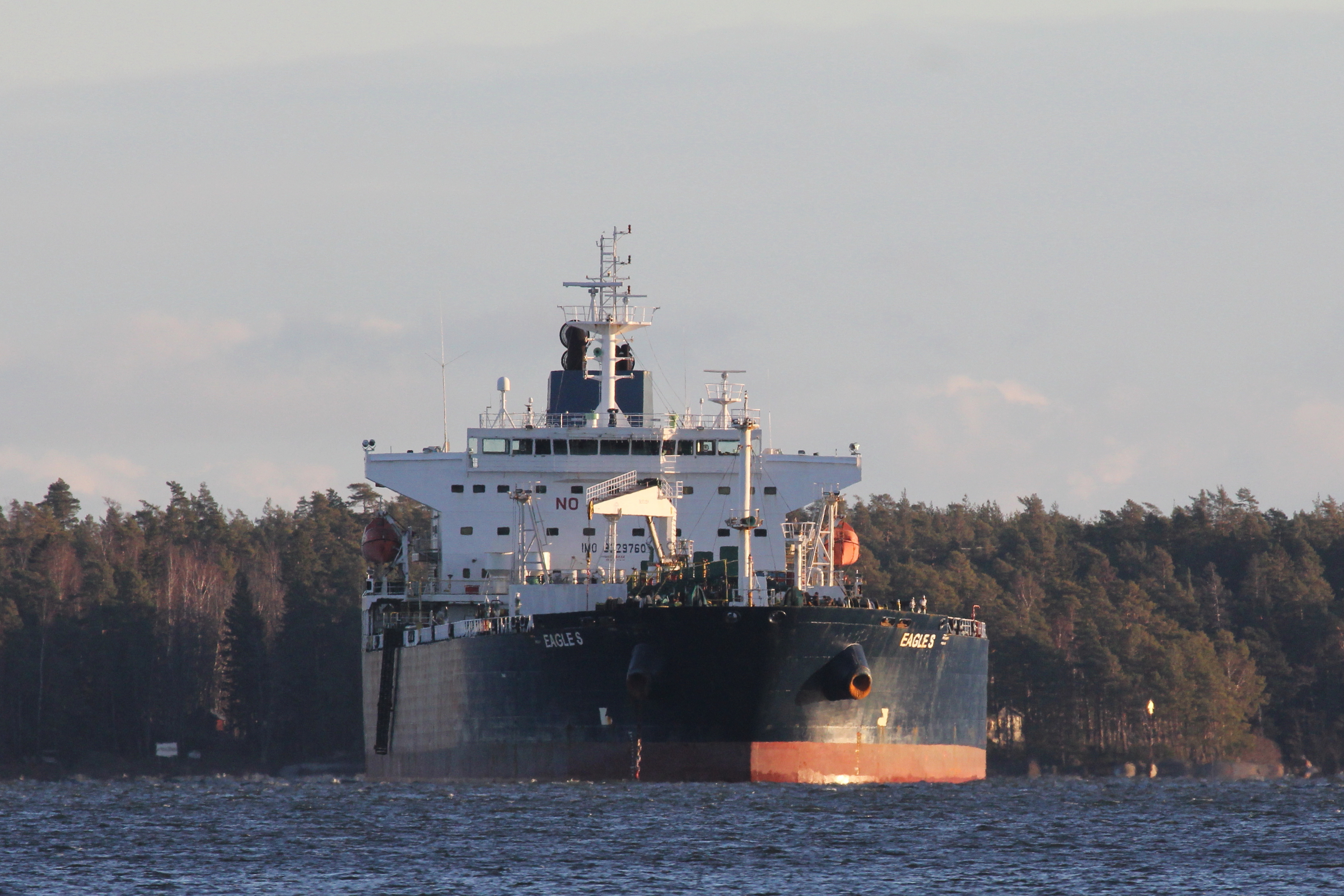
LEagle S, immobilisé à Porvoo, le 31 décembre 2024. On remarque l'ancre absente.

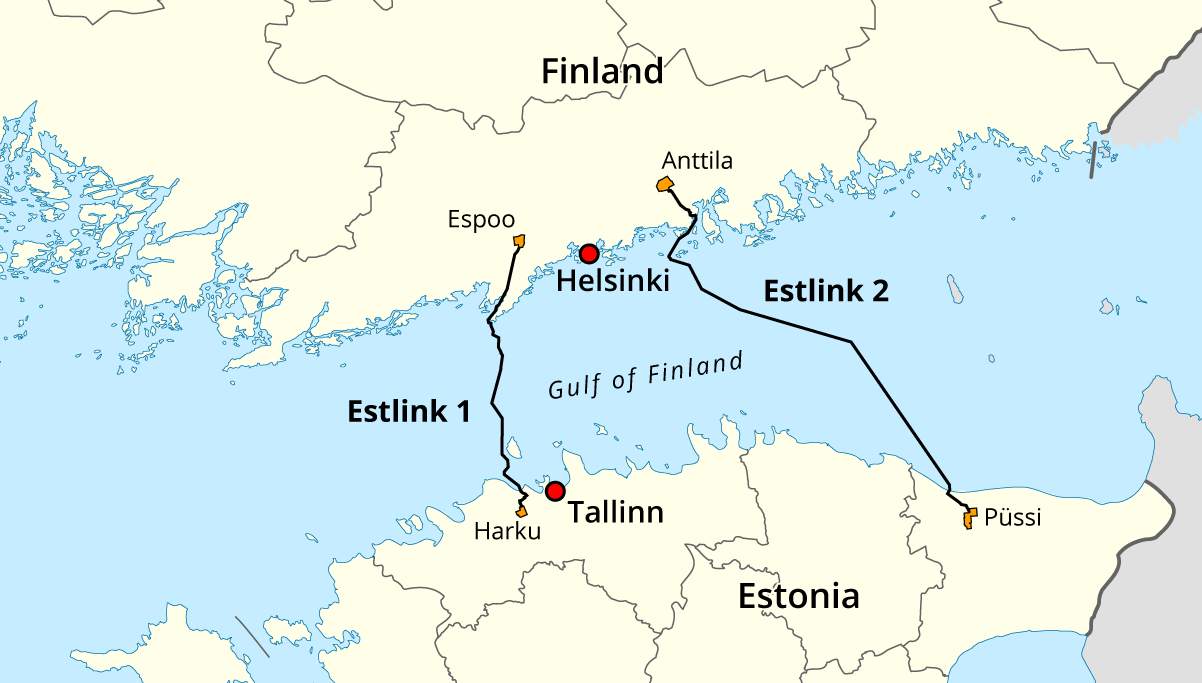
Les câbles Estlink sur une carte

Le 25 décembre, le câble électrique Estlink 2 reliant la Finlande à l’Estonie subit une avarie qui réduit sa capacité de 1 016 à 358 mégawatts. Selon Fingrid, il faudra sans doute plusieurs mois pour le réparer. Quatre câbles sous-marin de télécommunications ont également été endommagés en même temps. Deux d’entre eux, exploités par l’opérateur Elisa, reliant Helsinki à Tallinn [Estonie] ont été sectionnés, un troisième, appartenant à la société chinoise CITIC Telecom endomagé, un quatrième, qui relie la Finlande à l’Allemagne (C-Lion 1) déjà sectionné le mois précédent a été endommagé. Les autorités finlandaises soupçonnent le pétrolier Eagle S présent sur les lieux au même moment et procèdent à son arraisonnement. Un patrouilleur constate que le navire a perdu ses ancres.

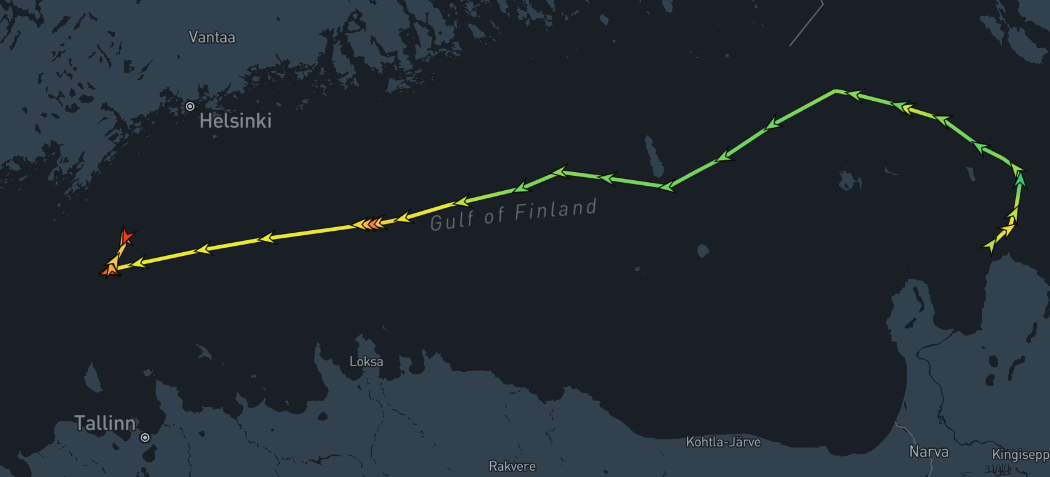
Saisie d'écran de MarineTraffic. L'Eagle S ralentit lors du passage au-dessus d'Estlink 2

Enregistré aux îles Cook, l’Eagle S appartient à la société Caravella LLCFZ (Émirats arabes unis - EAU) et il est exploité par la compagnie indienne Peninsular Maritime. Il fait partie de la « flotte fantôme » utilisée par la Russie pour exporter son pétrole en dépit des sanctions internationales dont elle fait l’objet. Composée d'environ 600 navires, cette flotte transporte près de 1,7 million de barils de pétrole par jour. Il est immobilisé dans les eaux territoriales finlandaise, non loin d'Helsinski. « Nous avons parlé à l’équipage et recueilli des preuves », déclare Robin Lardot, le directeur du Bureau national d’enquête [KRP].
Le président finlandais, Alexander Stubb, appelle à « éliminer les risques causés » par les navires de cette flotte. Selon Margus Tsahkna, le ministre estonien des Affaires étrangères « Les dommages causés aux infrastructures sous-marines sensibles sont devenus si fréquents qu’il est difficile de croire qu’il s’agit d’accidents ou simplement de mauvaises manœuvres maritimes. Nous devons comprendre que les dommages aux infrastructures sous-marines sont devenus plus systématiques et doivent donc être considérés comme des attaques contre nos structures vitales ».
Afin de protéger sa connexion électrique avec la Finlande, l'Estonie a lancé des patrouilles en mer à proximité d'Estlink 1, selon Hanno Pevkur, ministre de la Défense estonien. Il ajoute qu'il s’agit « d’envoyer immédiatement un message clair pour dire que nous sommes prêts à défendre les connexions entre l’Estonie et la Finlande, même avec des moyens militaires ». Mark Rutte, secrétaire général de l’Otan annonce que l'organisation va renforcer sa présence militaire en mer Baltique. Le Premier ministre estonien, Kristen Michal, évoque la possibilité de faire appel à l’article 4 du Traité de l’Atlantique Nord, qui stipule que « les parties se consulteront chaque fois que, de l’avis de l’une d’elles, l’intégrité territoriale, l’indépendance politique ou la sécurité de l’une des parties sera menacée », il indique que « des consultations au sein de l’Otan, avec les alliés des pays nordiques, des pays baltes, avec les dirigeants de l’Union européenne, sont déjà en cours ». Sept membres de l’Eagle S (sur un équipage de vingt) sont visés par l’enquête et interdits de voyager. Une traînée de plusieurs dizaines de kilomètres, correspondant à l'ancre du navire a été identifiée sur le fond marin. Des enquêteurs finlandais inspectent le navire et interrogent l'équipage. La société Fingrid, opératrice du câble, a demandé la saisie du navire afin de garantir sa demande d'indemnisation.
Après des décennies d'efforts visant à réduire leur dépendance électrique à l'égard de Moscou, les pays baltes doivent rejoindre le réseau européen en février 2025. Les trois pays ont décidé en 2018 de synchroniser leurs réseaux électriques avec le système continental européen, après avoir obtenu un soutien financier de l'Union européenne. Ils accèderont au réseau électrique de l'UE via la Pologne, interrompant par la même occasion l'approvisionnement électrique russe de Kaliningrad qui passe par la Lituanie, l'obligeant à produire sa propre électricité ; plusieurs centrales à gaz ont été construites à cet effet. Le gouvernement lituanien a annoncé que le Service de sécurité publique, chargé de protéger des infrastructures critiques, commencerait à surveiller le pont énergétique entre la Lituanie et la Pologne LitPol Link, dès le 15 janvier, et non pas seulement en avril comme prévu auparavant. Le réseau électrique lituanien est également relié à la Suède, via la mer Baltique, la connexion sera placée sous la protection du Service de sécurité publique en avril.
Le 6 janvier 2025, deux des câbles de fibre optique sur quatre sectionnés en décembre sont réparés.
L'Eagle S est relâché en mars 2025. Le capitaine ainsi que le premier et le second officier sont inculpés par le parquet finlandais en août 2025 pour « dégradations criminelles aggravées et entrave aggravée aux communications ». Selon celui-ci « Les propriétaires des câbles ont subi au total au moins 60 millions d’euros de dommages directs rien qu’en frais de réparation. La perturbation de câbles de transmission électrique et de télécommunications […] est également suspectée d’avoir causé un risque grave pour l’approvisionnement énergétique et des communications en Finlande, même si les services ont pu être assurés grâce à des connexions alternatives ».

### Incident de janvier 2025 en mer Baltique

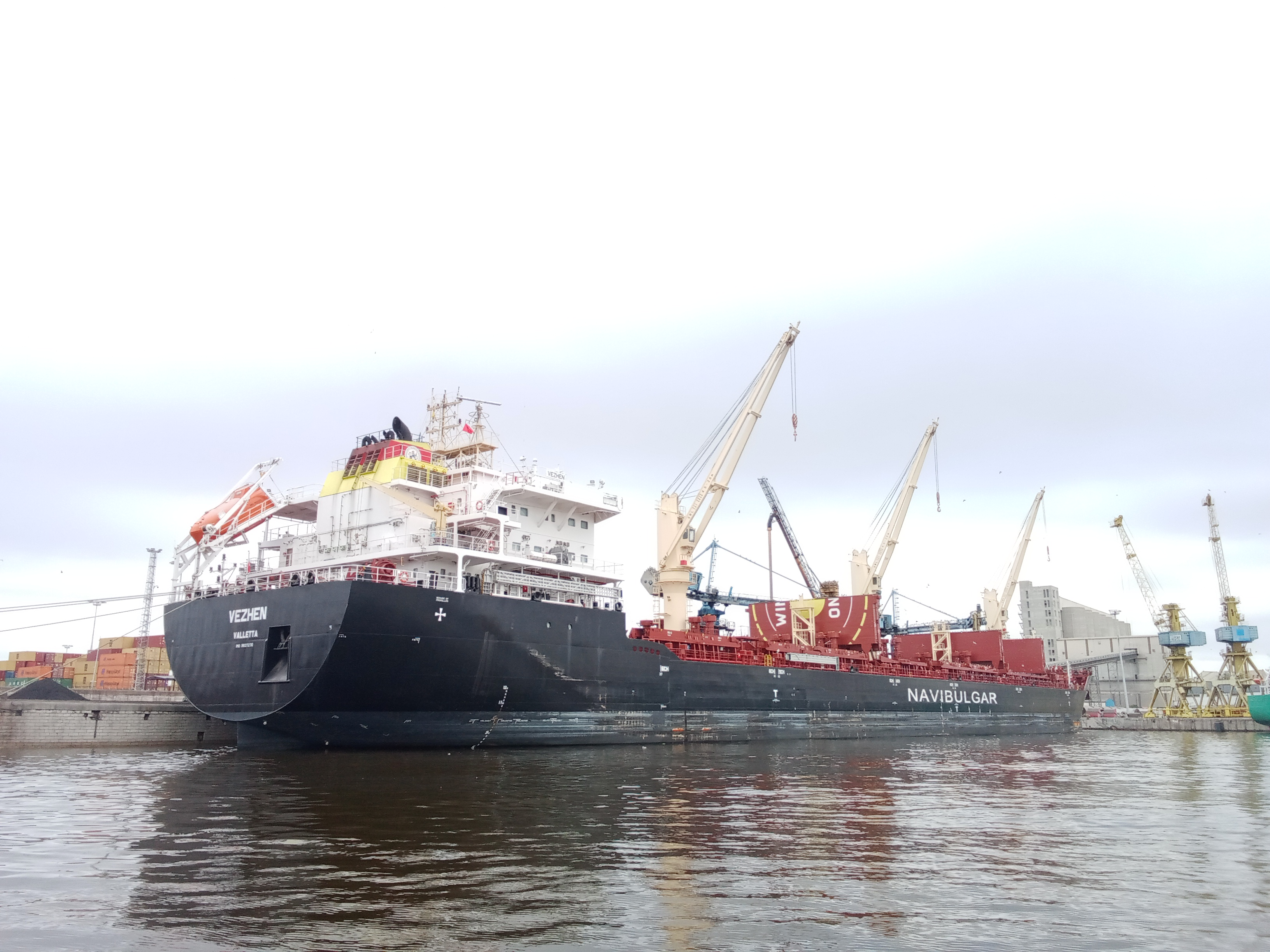
Le Vezhen à Casablanca en 2023

Le 26 janvier 2025, dans la ZEE suédoise, le câble sous-marin letton de télécommunications du Latvia State Radio and Television Center [LVRTC], qui relie l’île  suédoise de Gotland à Ventspils en Lettonie, est endommagé. 
La marine lettone identifie trois bateaux se trouvant dans la zone au moment des faits et suspecte particulièrement le cargo Michalis San. 
Le parquet suédois annonce quant à lui l’ouverture d’une enquête pour « sabotage aggravé » et sur décision du procureur, le cargo Vezhen enregistré à Malte et appartenant à la compagnie Navigation Maritime Bulgare est arraisonné et immobilisé à la base navale de Karlskrona. Il faisait  route vers l’Amérique du Sud avec une cargaison d’engrais qu’il venait de charger à Oust-Louga en Russie. Son propriétaire indique que l’équipage a constaté que l’une des ancres était tombée peu avant de passer au-dessus du câble, en raison des mauvaises conditions météorologiques,.
Finalement, le 03 février suivant, le parquet suédois lève les soupçons de sabotage, tout en maintenant la responsabilité du Vezhen. Trois dispositifs de verrouillage différents doivent maintenir l'ancre sur ce navire, mais deux d'entre eux ne fonctionnaient pas et le dernier a été rompu. La vidéo du pont, enregistrée par la boite noire du bateau, montre qu'il n'y avait personne à proximité de la commande de libération de l'ancre, qu'il a trainé durant 22 heures avant de sectionner le câble.

### Lutte contre les agressions sous-marines en France

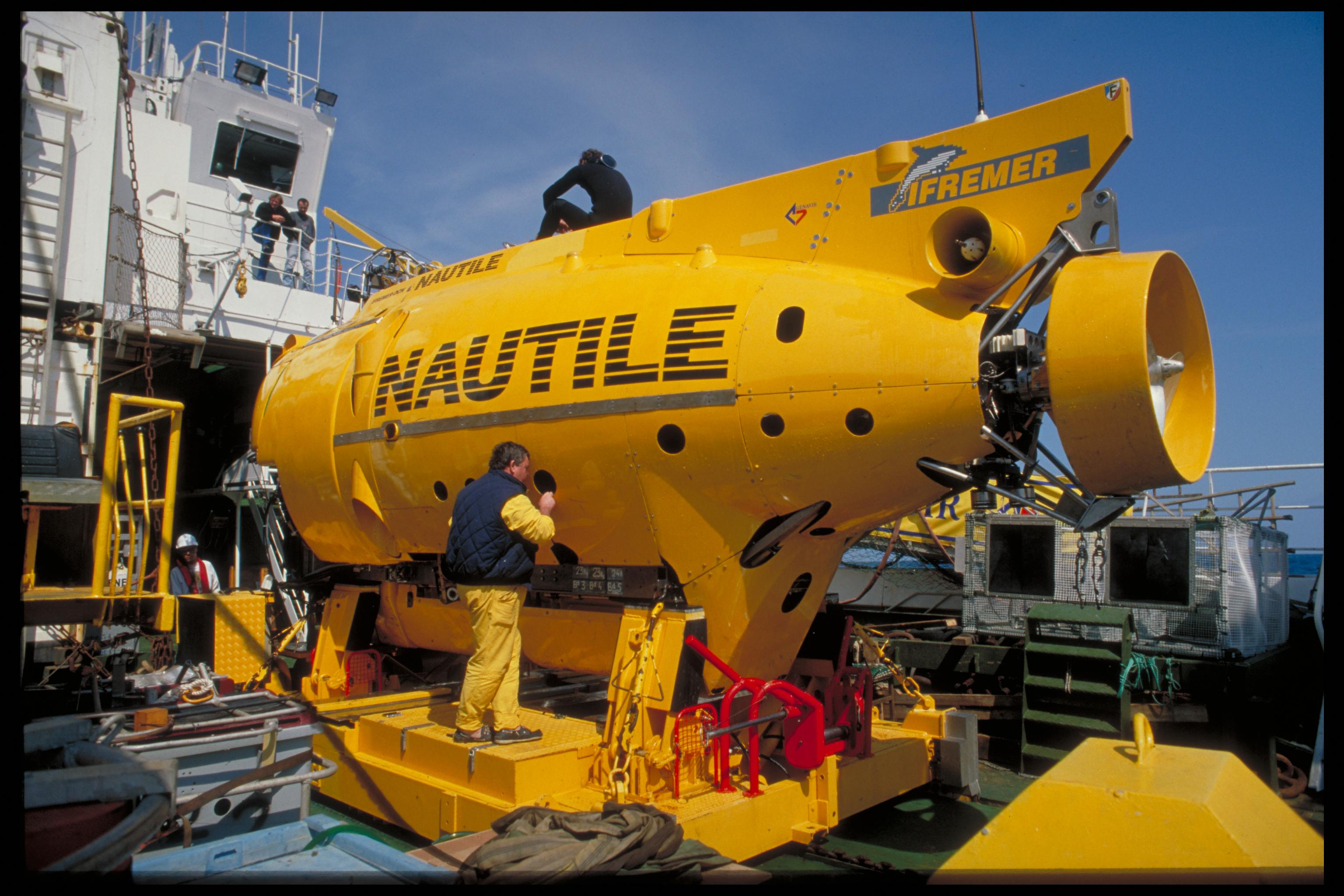
Le sous-marin Nautile

La Loi de programmation militaire [LPM] 2024-30 a confirmé un « effort capacitaire d’exploration et de sécurisation des fonds marins ». La Marine nationale, avec les missions Calliope et grâce à l’investissement de 300 millions d’euros prévu par France 2030, devrait disposer en 2026 des premiers systèmes capables de plonger à 6000 mètres de profondeur, avec notamment le sous-marin Nautile ou le robot télécommandé Victor 6000, partagés avec l’IFREMER et le CNRS. Enfin, elle va mettre en oeuvre ses propres véhicules sous-marins téléopérés [ROV – remotely operated underwater vehicle] et robots autonomes sous-marins [AUV – autonomous underwater vehicle] en 2028. Actuellement, les missions Calliope sont menées à partir de Bâtiments de soutien et d’assistance métropolitains [BSAM] ou du Bâtiment hydrographique et océanographique [BHO] Beautemps-Beaupré. Mais la Marine nationale envisage de se doter d’un navire dédié. Elle assure aussi une surveillance par des prises de vue aériennes, sa chaîne de sémaphores, la présence de ses bâtiments ainsi que par des écoutes sous-marines de navires câbliers ou suspects « Il lui faut s’assurer de ce qui est véritablement installé dans ses eaux » et « pour opérer dans la zone économique exclusive nationale, les navires scientifiques doivent déposer un dossier plusieurs mois à l’avance afin de déclarer leur activité » selon Cols bleus,. Elle dispose de moyens pour inspecter les fonds marins, grâce à ses chasseurs de mines, capables d’identifier et de préciser les caractéristiques d’objets douteux. Un autre moyen de surveillance consiste à collecter des renseignements grâce aux nano-satellites d'Unseenlabs, ceux-ci étant capables de détecter et de caractériser un bateau selon les émissions électromagnétiques de ses systèmes électroniques embarqués, exception faite des sous-marins, l'eau étant une barrière pour la plupart des émissions radio.
Les forces françaises se préparent à une rupture des câbles de communication sous-marins. Celle-ci peut être accidentelle, comme cela est arrivé à celui qui relie la Guadeloupe à Antigua, en décembre 2020, ou provoquée sciemment. En 2022, la Direction interarmées des réseaux d’infrastructure et des systèmes d’information [DIRISI] conduit l’exercice TRITON [Tests de résilience interarmées des transmissions]. Selon l’État-major des armées [EMA], cet exercice a consisté à « préparer les Forces armées aux Antilles [FAA] à faire face à une coupure de ses transmissions » vers la métropole. « L’objectif était de mettre en œuvre les moyens de transmissions de secours par voie satellitaire, en simulant une panne totale des liaisons transatlantiques sous-marines ». Ce qui peut être vital en cas de catastrophe, afin de permettre aux FAA de venir en aide à la population.

### Lutte contre les agressions sous-marines en Grande-Bretagne
La Royal Fleet Auxiliary dispose du RFA Proteus, un ancien navire ravitailleur de plate-forme offshore acquis pour 70 millions de livres sterling et transformé en « navire multirôles de surveillance des océans » [MROSS]. Une seconde unité est prévue.

### Programmes européens de lutte contre les agressions sous-marines
En 2021, l'Europe lance le projet SEANICE [AntiSubmarine warfare European Autonomous Networked Innovative and Collaborative Environment], doté de 10 millions d’euros au titre du programme EDIDP du Fonds européen de la défense, qui doit contribuer à la souveraineté technologique et à l’innovation dans le domaine de la défense sous-marine au sens large. Il est soutenu par six pays (Belgique, Espagne, France, Italie, Lettonie et Portugal), et s'appuie sur 16 partenaires du domaine de la recherche et des industriels (Thales - coordinateur du projet -, Airbus Defence & Space, Alkan, Alseamar, CEIIA, Edisoft, Engineering Ingegneria Informatica, GMVIS Skysoft, Latvian Maritime Academy, Leonardo, Naval Group, RTSYS, Scalian, SIEL, Université Libre de Bruxelles, Wsense).
En novembre 2024, pour prendre la suite de SEANICE, l'Europe lance le projet SEACURE [SEabed and Anti-submarine warfare Capability through Unmanned featuRe for Europe], qui prévoit « études, plans, prototypes, essais, pour détecter, identifier, et protéger des systèmes sous-marins pilotés ou autonomes (dont ceux opérant à grande profondeur ». Il est doté de 44 millions d’euros pour une durée de 45 mois. Toujours dirigé par Thales, accompagné de 35 industriels et centres de recherche de 13 États (THALES, ALSEAMAR, ATLAS ELEKTRONIK, CENTRO DE ENGENHARIA E DESENVOLVIMENTO [CEIIA], DRASS GALEAZZI, EDISOFT, ESG, EXAIL, FEAC ENGINEERING, FORSVARETS FORSKNINGINSTITUTT [FFI], FINCANTIERI, INGEGNERIA DEI SISTEMI, GMVIS SKYSOFT, INNOVATION IN RESEARCH & ENGINEERING SOLUTIONS, KONGSBERG, KUNGLIGA TEKNISKA HÖGSKOLAN, LEONARDO, NAVAL GROUP, NAVANTIA, NAXYS TECHNOLOGIES, PATRIA, RTSYS, SAAB, SAIPEM, SCHIEBEL, SIEL, SOTIRIA, NEDERLANDSE ORGANISATIE VOOR TOEGEPAST NATUURWETENSCHAPPELIJK ONDERZOEK, WSENSE). « Divers événements récents entraînent l’accélération des plans au sein de l’Otan et des nations européennes, visant à protéger les infrastructures maritimes présentant un intérêt national. Ces plans couvrent de nouveaux théâtres qui nécessitent des capacités et des concepts d’opération eux aussi inédits. SEACURE a pour objectif principal de développer et de démontrer en mer, d’ici à 2028, un système de systèmes intégré capable d’exécuter des opérations autonomes communes de lutte anti-sous-marine et sur les fonds marins, afin de protéger les infrastructures maritimes cruciales pour les pays. Cette initiative met l’accent sur les capacités de détection, de classification, d’identification et de poursuite des menaces sous-marines dans les conditions les plus difficiles, en utilisant des drones aériens, de surface et sous-marins », déclare Thales,,.

### Programmes OTAN de résilience contre les agressions sous-marines
Suite aux ruptures de câbles de la fin 2024, l'OTAN accélère son projet HEIST (Hybrid Space-Submarine Architecture Ensuring Infosec of Telecommunications) consistant à associer les constellations satellite en redondance des câbles sous-marins de fibre optique, pour constituer des réseaux hybrides plus résiliants en cas de sabotage. Il reste toutefois impossible d'assurer des débits aussi importants dans l'espace que ceux de la fibre optique. Des communications laser inter-satellites pourraient apporter un début de réponse. Ces liaisons satellite sont cependant elles aussi fragiles, menacées par les armes anti-satellites (missiles et arme à énergie dirigée) ou les armes à IEM.
En janvier 2025, le secrétaire général de l'OTAN Mark Rutte et le Commandement allié Opérations [ACO], annonce le lancement de l'opération Baltic Sentry « multidomaine » visant à renforcer la protections des infrastructures critiques en mer Baltique et à améliorer la « capacité des Alliées à répondre aux actes déstabilisateurs », en déployant des frégates, des avions de patrouille maritime, et des drones navals de surface, « afin d’améliorer la surveillance et la dissuasion ».

## Entretien et réparation
Pour effectuer une réparation de câble sous-marin, le navire-câblier drague le fond au moyen d'un grappin, teste chaque extrémité, met le côté sain sur une bouée et relève l'autre jusqu'au défaut. Par grand fond, le câble doit être physiquement coupé et chaque extrémité est séparément ramenée à bord du navire. Une nouvelle section au moins égale à deux fois la hauteur d'eau est insérée et soudée avant d'être reposée au fond sur le côté de l'axe du tracé.
Un certain nombre de ports près des principales routes de câble sont devenus des bases spécialisées pour les navires-câbliers de réparation. C'est ainsi que Halifax, en Nouvelle-Écosse, servit de base dès le début du XXe siècle à une demi-douzaine de ces navires et que deux d'entre eux furent contactés pour récupérer les victimes du naufrage du RMS Titanic.
Le travail de ces équipes apporta beaucoup à l'amélioration des techniques de réparation et de pose, ainsi qu'au développement de la pose ensouillée des câbles à l'aide de « charrue », dispositif destiné à les enterrer sur les zones sensibles.

## Usages dérivés
Leur présence sur de longues distances peut rendre utile les câbles pour la détection sismique. Une étude utilise un câble déjà existant traversant la caldeira de Long Valley, en envoyant des impulsions laser sur un brin de fibre inutilisé. La mesure du déphasage permet de visualiser les mouvements sismiques. Les résultats obtenus par cette technique sont d'une résolution comparable aux systèmes de mesure conventionnels mais à un coût moindre, puisque reposant sur une infrastructure existante.

### Propriétaires et câbleurs

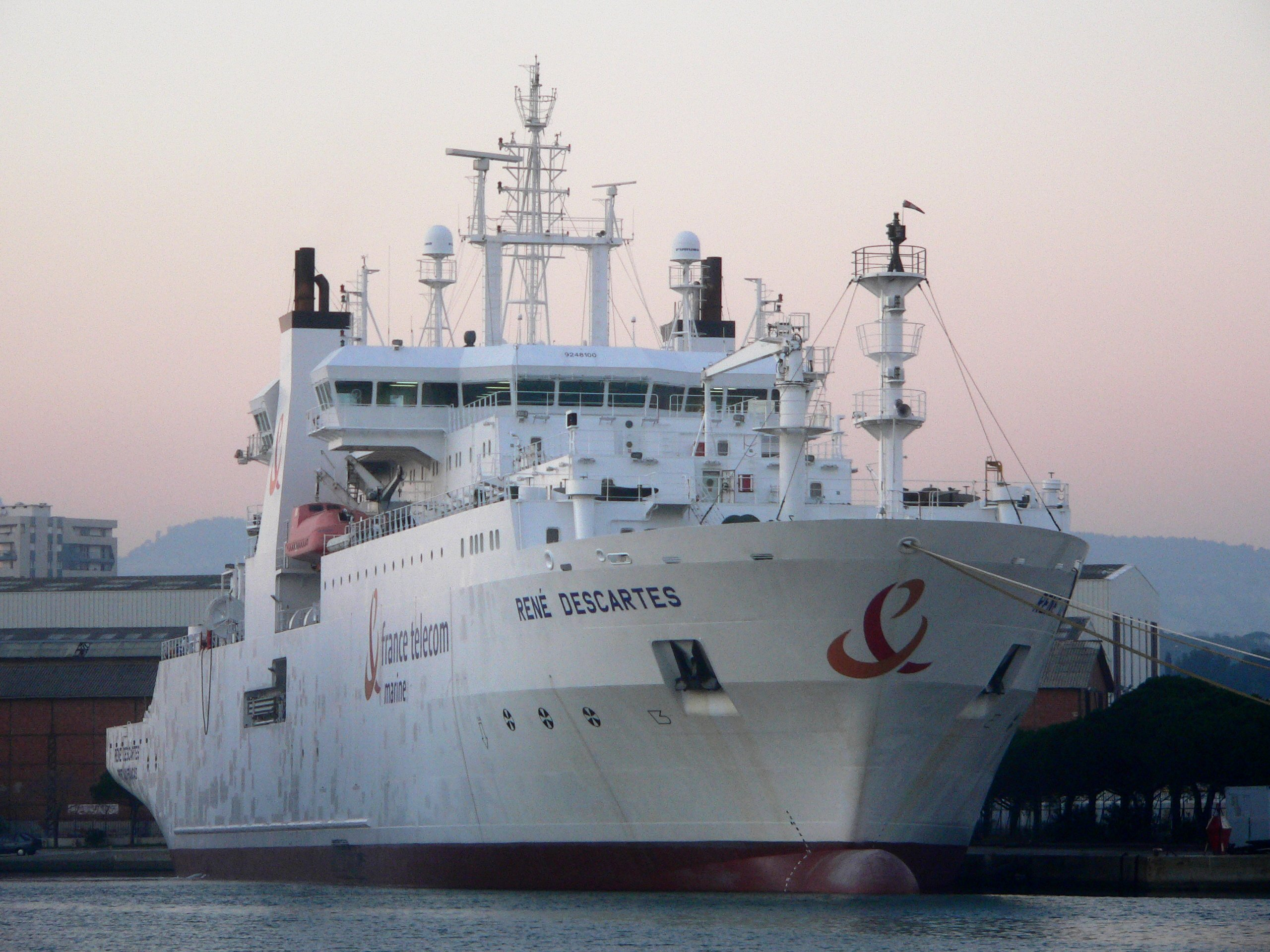
Câblier René Descartes, de Orange Marine, à la Seyne-sur-Mer en 2006

- États-Unis : Johnson Controls International (ex-Tyco International)[92] et Alcatel Submarine Networks (ASN)[93]
- France
  - Propriétaire : Orange Marine[94]
  - Câbleur : Alcatel Submarine Networks (ASN) et Orange Marine
- Italie : Orange Marine[95].
- Royaume-Uni : Global Marine Systems Limited[96]
- Japon : NTT World Engineering Marine Corporation (NTT-WEM)[97]
- Chine : S. B. Submarine Systems[98]
- Émirats arabes unis : e-marine[99]
- Afrique : Orange Marine et Alcatel Submarine Networks (ASN)